# Siam Di Tella 1500
El Siam Di Tella 1500 es un automóvil de turismo, del segmento D de fabricación argentina, con licencia de la British Motor Corporation Ltd. El diseño de las líneas de la carrocería es obra de la italiana Pininfarina. Las versiones sedán cuatro puertas y rural de cinco puertas -Traveller- combinan el frontal del Riley 4/68 con el acabado posterior del Austin Cambridge. Se desarrolló especialmente en este país una versión pick-up para 500 kg  denominada Siam Di Tella Argenta.
El vehículo se encuentra dotado con un motor de cuatro cilindros en línea, 1489  
cm³ de cilindrada, lo que produce 56 HP (42 kW) a 4500 RPM. Cuenta con caja de cambios manual, con cuatro marchas hacia adelante y una hacia atrás. Su máxima velocidad es de 117 km/h. En consumo de combustible: cada 25
,3 km consume un litro. Su tanque de combustible tiene una capacidad de 46 litros (con el tanque lleno puede hacer 1100 km)

## Historia

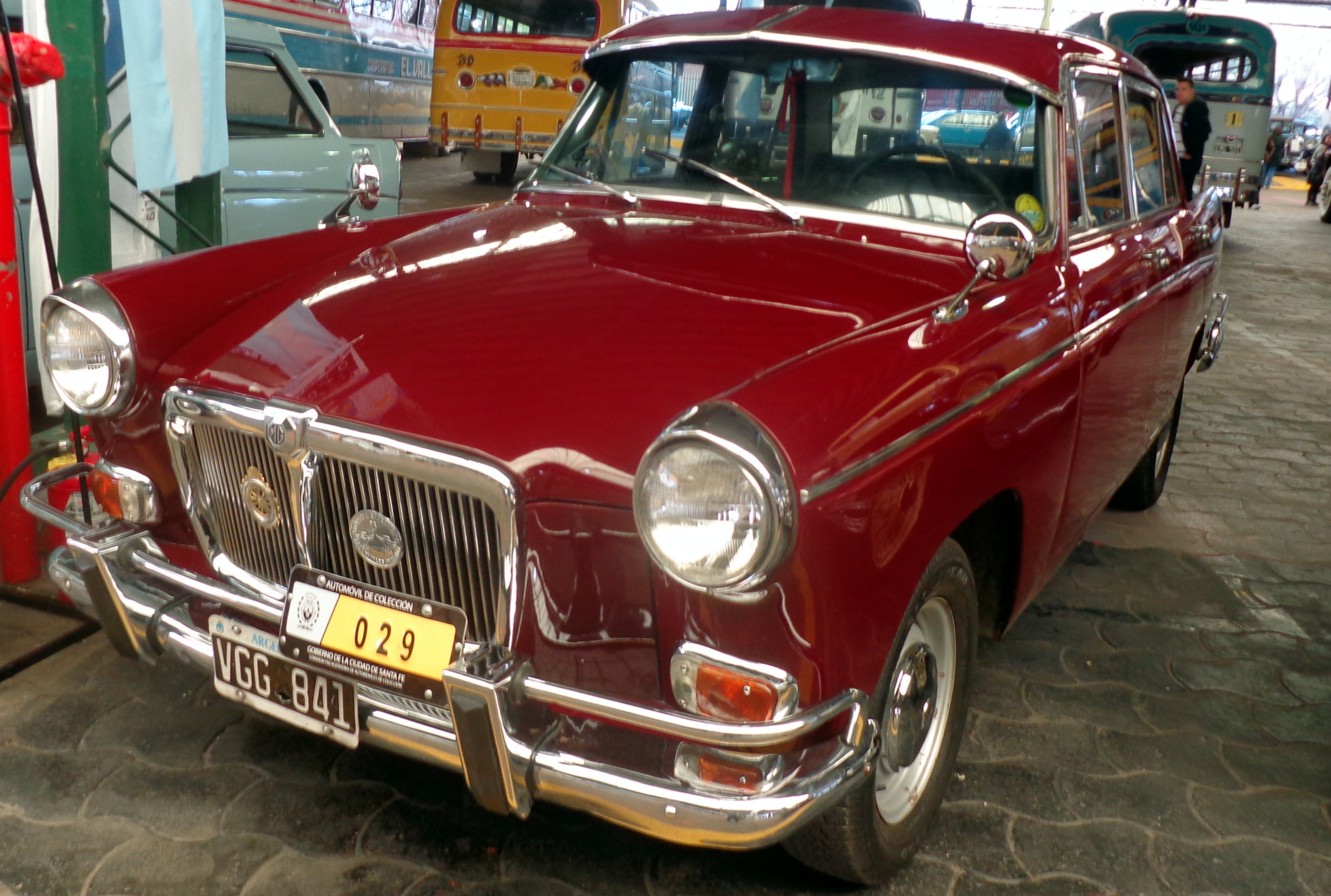
Siam Di Tella Magnette.

El éxito de la empresa Siam Di Tella alentó a sus dueños a expandir la actividad hacia otras áreas productivas. De esta manera fabricaron más tarde las exitosas heladeras eléctricas Siam. En los años 50 mediante un acuerdo con la empresa italiana Lambretta, comienzan a fabricarse en Argentina las motonetas, conocidas como Siambretta.
Siam Di Tella Automotores SA fue producto de la decisión de la compañía Siam, hasta entonces dedicada a la fabricación exclusiva de electrodomésticos, a incursionar en la producción automotriz. Tal decisión pretendía aprovechar el nuevo Régimen de Promoción de la Industria Automotriz, lanzado por el gobierno de Arturo Frondizi en 1959. En el citado año, se integró la empresa al régimen de promoción automotriz, lo que le permitió producir bajo licencia modelos de la British Motors Corporation. Se crea entonces Siam Di Tella Automotores SA. El auto elegido para iniciar la producción local fue el Austin A-60, denominado en Argentina como Di Tella 1500, si bien la grilla y detalles delanteros correspondían al Riley 4/68.

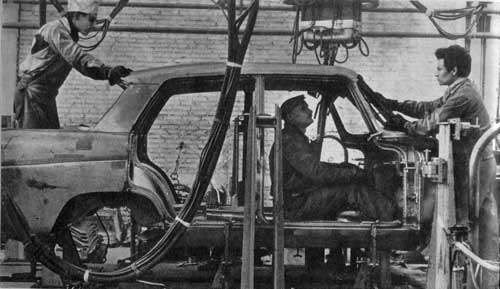
Montaje de un Siam Di Tella 1500.

Para la producción, se acondicionó un local desocupado que la empresa poseía en la localidad bonaerense de Monte Chingolo. Las obras de acondicionamiento del complejo de 50 000 metros cuadrados, se iniciaron a fines de octubre de 1959 y, luego de 126 días de labor, la planta se inauguró el 15 de marzo de 1960. Apenas dos semanas más tarde, el 2 de abril, salió el primer SIAM Di Tella 1500. La demanda fue muy importante y en poco tiempo, el 2 de septiembre, se produjo la unidad n.º 1000. La producción en cadena era supervisada por técnicos ingleses de la BMC, y fue el principal objetivo mejorar los tiempos de producción para satisfacer la creciente demanda, que llegó a 4000 unidades en el primer año. Puesto que se trataba de un automóvil con un precio competitivo, resultaba ideal para la clase media. Al año siguiente, las cifras se triplicaron en concordancia con un crecimiento de la producción automotriz como así también en la industria en general, por aquella época. 
Avalado por una mecánica simple y confiable, el éxito del SIAM Di Tella 1500 fue considerable y rápido, convirtiéndose en poco tiempo en un auto ideal para la familia de clase media y también para los taxistas: de las primeras 14 500 unidades producidas, 3870 fueron utilizadas como taxi. La BMC fue de las primeras empresas en experimentar y producir carrocerías autoportantes. La del SIAM respondía a esta concepción, correspondiendo el diseño de la carrocería al famoso estudio italiano Pininfarina que le confirió su imagen inconfundible.
El auto tenía una disposición mecánica muy clásica, motor delantero de cuatro cilindros en línea refrigerado a agua, de ubicación longitudinal y tracción trasera, con caja de cambios de cuatro marchas sincronizadas, excepto la primera y el retroceso. Con la misma base mecánica, acompañaba al sedán, la rural Traveller, de la cual se produjeron 1915 unidades.
A partir de 1966, adquirió la licencia de la B.M.C. IKA mediante su subsidiaria, CIDASA, y la denominación cambió por la de los automóviles de origen británico: : Riley, Morris y M.G. (Morris Garages), no así Austin ni Wolseley. No por ello, necesariamente, dichos modelos existían en Reino Unido, quizá, porque la ley de promoción industrial argentina exigía modelos originales. Las dimensiones y mecánica, en líneas generales, fueron similares al SIAM Di Tella. Su relevo directo fue el Riley 1500 (Los Riley 4/68 y 4/72 del Reino Unido, no obstante, tuvieron pilotos posteriores semejantes al M.G. Magnette, mientras que únicamente en la Argentina se valieron de las de la última versión de Austin Cambridge, más geométricas). El Morris 1650 Fordor (Four doors) era un sedán con mejor nivel de equipamiento; en el país de origen de fabricó, en sus varios remozamientos, con la denominación de Oxford, con otras grillas y otros pilotos posteriores; no obstante, el Austin Freeway con un motor diseñado en Australia, de 6 cilindros y 2.4 litros, compartió grilla con él. La versión rural se denominó Morris 1650 Traveller. Sendos sedanes compartieron la denominación M.G. (Morris Garages). El M.G. Magnette 1622 continuó con idéntica fisonomía a la del SIAM, exceptuando las correspondientes insignias. El británico era idéntico en aspecto, no así en motor. El más lujoso de toda la gama, el M.G. 1650, que igual que el Morris, portaba el motor "B" Series de 1622cm3, (nunca utilizado en Reino Unido), incorporaba modificaciones exclusivas en su panel de instrumentos. El M.G. 1650 únicamente se fabricó en la Argentina, produciéndose unas pocas unidades; no hubo equivalente con el diseño de "colas" descendentes en su país de origen ni en ningún otro mercado bajo tal marca.

## Características

### Motor

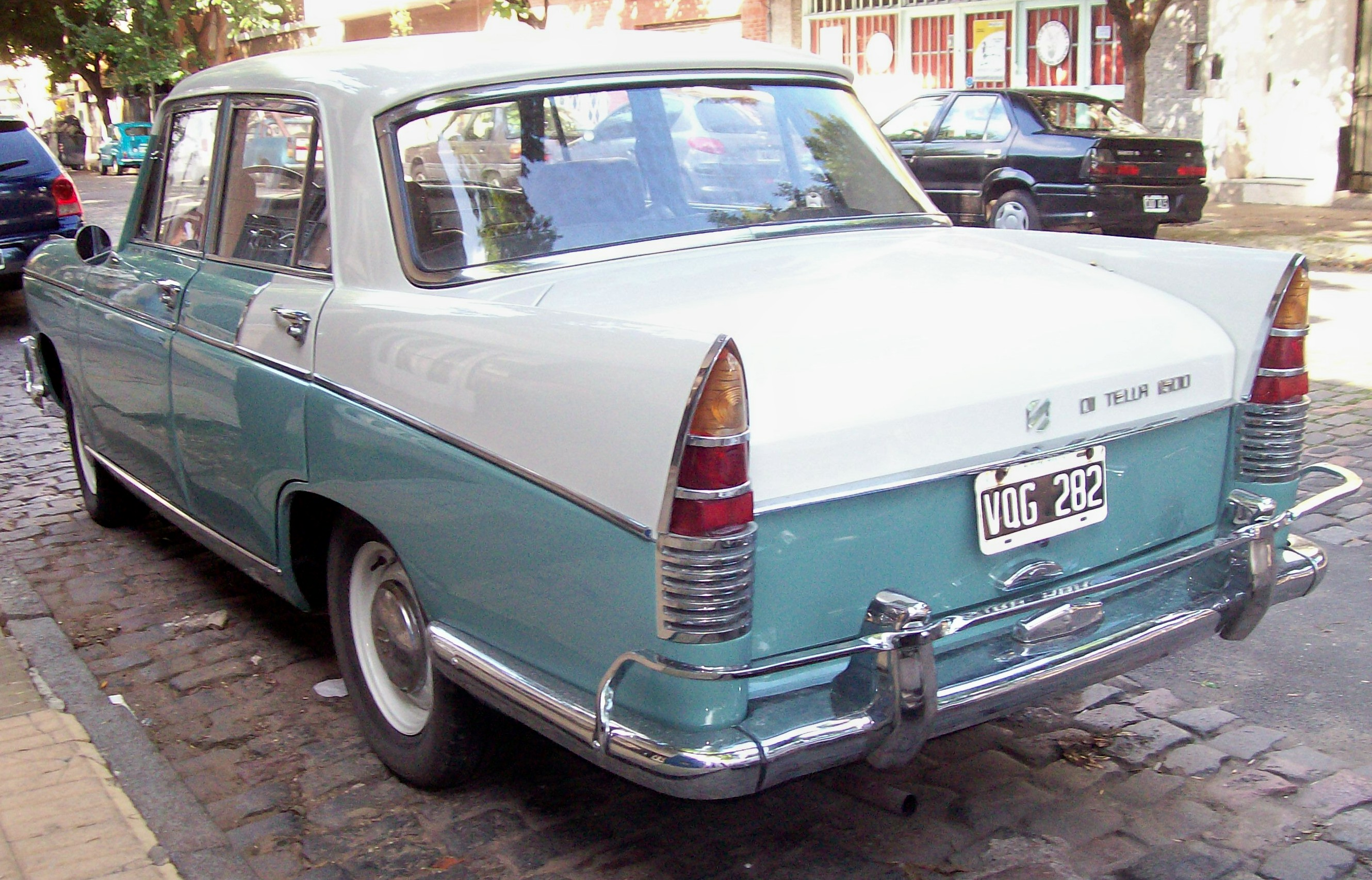
Parte trasera del Di Tella 1500.

El Siam Di Tella 1500 posee un motor de la Serie "B", de origen Austin, con block de hierro fundido, de ciclo Otto de cuatro tiempos, con cuatro cilindros en línea, de mecánica sencilla, robusta y duradera. Su potencia es de 56 HP (42 kW) a 4500 RPM. Las válvulas se ubican a la cabeza (OHV), con varillas y botadores laterales. La refrigeración cuenta con un circuito de agua común, con bomba accionada por el motor y tapa de radiador a presión. El sistema de lubricación es forzada con una bomba de aceite a presión.
El conjunto mecánico ofrece dos soluciones poco frecuentes en la década del '60, en la Argentina: La primera de ellas, el carburador «SU» (Skinner United), dotado de un Venturi de tiro variable controlado por un pistón con varilla dosificadora cónica (aguja) que regulaba el dosaje de nafta por su movimiento, dependiendo de la demanda exacta del motor con la aceleración: La información de la dosificación de mezcla de combustible y aire se controla por el vacío de admisión, que llegaba por una manguera de goma conectada a la tapa de válvulas del motor. La segunda característica distintiva consistía en la bomba de nafta, -mecánica en la mayoría de los coches-, el SIAM Di Tella cuenta con una de accionamiento eléctrico, de diafragma, marca Lucas (Joseph Lucas Ltd. Birminghan), así como el resto del equipamiento eléctrico. Este dispositivo contribuía sensiblemente al ahorro de combustible.
Contrariamente a una creencia muy difundida desde la aparición del Dodge 1500 (Hillman Avenger en Reino Unido), el motor "B" Series no se halla emparentado con el diseñado por el grupo Rootes, para Chrysler. Cabe sí acotar que el "B" Series, con sucesivas modificaciones desde su creación básica en 1936 por Austin, con leves variantes, que incluyen la que equipara al Industán Ambassador -sedán hindú basado en el Morris Oxford Mk.1, famoso también por su uso con taxímetro-, es considerado el motor que mayor tiempo haya permanecido de modo continuo en producción; de igual modo que el carburador Skinner United (S.U.) es considerado el más vendido en toda la historia del carburador, en ambos casos, en todo el mundo.

### Dimensiones
El Siam 1500 es un automóvil espacioso, del segmento "D", como para albergar cinco personas, incluido el conductor. Tiene un largo de 4520 mm, un ancho de 1620 mm y una altura de 1520 mm. La distancia entre ejes es de 2520 mm. La trocha delantera era de 1241 mm mientras que la trasera alcanzaba los 1267 mm. El despeje desde el suelo era de 17 mm. Montaba ruedas 4 1/2 J x 4 y la medida de la cubierta era 5,90x14 con una presión de 23 Lb/pg2 para las delanteras y 25 Lb/pg2 para las posteriores. El peso aproximado en orden de marcha era de 1090 kg. El hecho de agregar a su estructura autoportante el refuerzo de dos largueros longitudinales con uniones, en especial una que soportaba motor y suspensión, lo hacía un automóvil particularmente robusto. Contaba con un tanque de combustible convenientemente situado en un lugar seguro, encima del eje trasero, dentro del baúl, con una capacidad máxima de 46 litros.

### Caja de cambios
La caja de cambios del SIAM 1500 es de cuatro velocidades, con engranajes sincronizados en la 2ª, con 50 km/h, 3ª con 83 km/h y 4ª velocidad con 117 km/h, y es accionada por una palanca situada junto a la columna de dirección. Para algunos conductores, fue motivo de algunas quejas cierta dificultad para hacer los cambios hasta habituarse a su recorrido. El mando del embrague es del tipo modo disco seco, con accionamiento hidráulico, basado en el diseño de Borg & Beck. El accionamiento del pedal para colocar la primera marcha es corto, mientras que el recorrido para engranar la marcha es largo, lo cual mereció el apodo de "celoso" al desencadenarse el desplazamiento algo abrupto. Los pedales tienen la característica de ser colgantes, de accionamiento blando. Especialmente entre los taxistas, se generalizó una transformación que resolvía el problema comentado, al disponer la palanca al piso con el típico esquema de las marchas en "H", de desempeño más fiable y seguro.
La primera y segunda velocidades son muy cortas -a diferencia de las relaciones que se empleaban en sus similares británicos- mientras que la tercera resulta excesivamente larga lo cual, sin embargo, reportaba la ventaja de poder circular en ciudad con mayor comodidad, al no tener que efectuar cambios de marcha repetidamente pese a los atascos, siendo una de las ventajas por las que una enorme cantidad de estos vehículos se utilizara como coches de alquiler con taxímetro, además de un consumo contenido para la época. Por encima de los 40 km/h, no se hace notar la diferencia entre la tercera velocidad y la cuarta, aprovechando la excepcional elasticidad del motor.

### Suspensión y freno

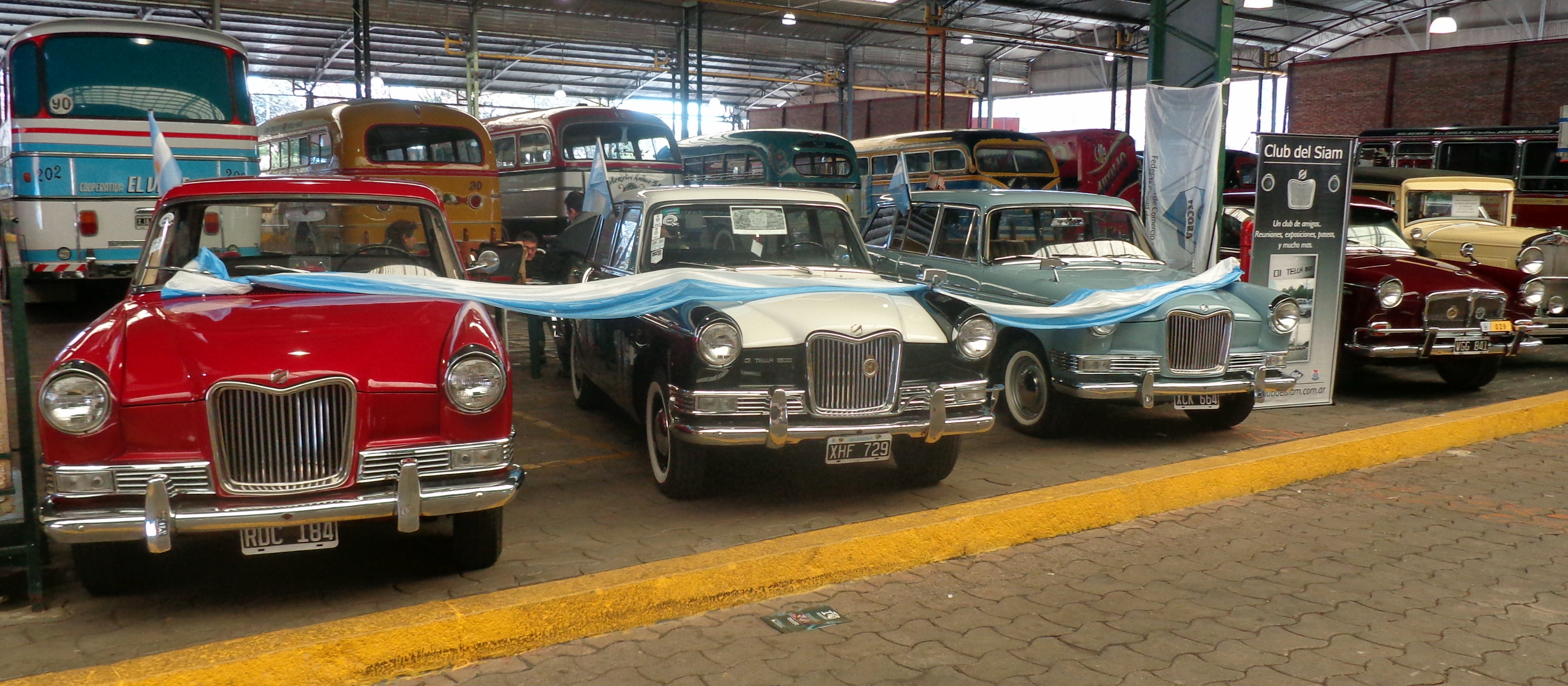
Exposición de autos y colectivos antiguos en el centro municipal El Dorrego, en donde se pueden apreciar varios Siam Di Tella 1500 de la época.

La suspensión del Siam 1500 ha sido muy halagada: posee un andar suave, silencioso y mullido, a la vez que capaz de soportar grandes presiones. La suspensión del eje delantero es a trapezoide deformable, con espirales y amortiguadores que la contienen, del tipo Armstrong. El eje trasero es rígido, del tipo Hotchkiss drive, con elásticos longitudinales y amortiguadores de brazo Armstrong Super.
Los frenos son hidráulicos con cintas y tambores, de origen Girling, operan sobre las cuatro ruedas. El freno de mano es mecánico, accionado sobre las ruedas traseras mediante una palanca ubicada al lado izquierdo del asiento del conductor y un cable.
A fin de equiparlo de acuerdo a la compatibilidad de los caminos argentinos, la suspensión fue modificada, reforzándose el tren delantero y el anclaje de los amortiguadores traseros.

### Otras características
El instrumental marca Smiths incluía velocímetro, odómetros parcial y total, indicador de temperatura del motor y de presión de aceite. Dado que la batería era alimentada por una dinamo, contaba con un testigo original consistente en una luz roja que se encendía como señal de descarga. Como dicho dispositivo únicamente cargaba el acumulador a partir de cierto régimen de RPM, se le solía agregar un indicador analógico de amperaje/voltaje. 
La rueda de auxilio se guardaba cómodamente debajo del piso del baúl, contenida en una placa metálica que descendía con un perno sinfín que se operaba desde el interior del baúl mediante una manivela. Este dispositivo era particularmente cómodo pues evitaba verse obligado a remover el equipaje en caso de tener que reemplazar una rueda. Por otra parte, dicha manivela contaba con otra utilidad: Permitía accionar el arranque del motor sin que mediara el burro de arranque, en caso de una falencia de éste o de merma en la carga de la batería, siendo estos coches los últimos producidos en la Argentina con el aditamento de la manija que se enganchaba a la polea inferior del motor por una ranura dispuesta a tal fin en el centro del paragolpes.

## En la cultura popular

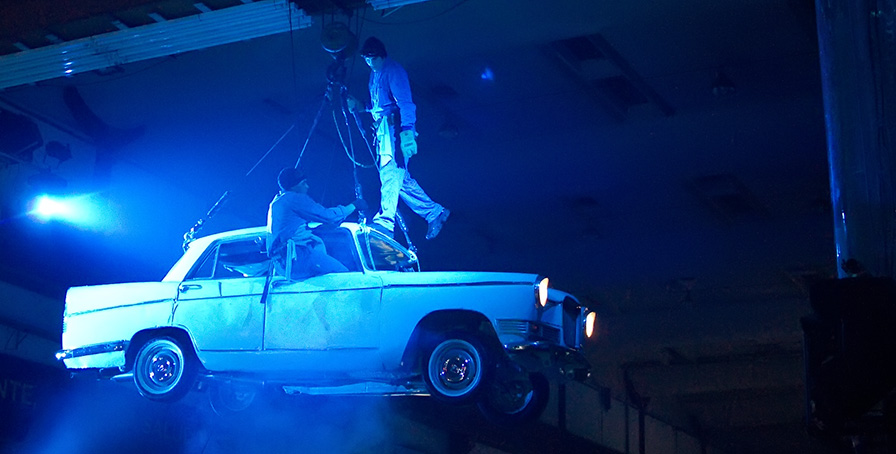
Un Siam 1500 en Fuerzabruta.

El automóvil aparece en una compañía teatral llamada Fuerzabruta, originada en el 2003, como un proyecto independiente De La Guarda. La obra ya se presentó en ciudades como Lisboa, Londres, Madrid, Barcelona y Nueva York. Tal obra fue presentada en el desfile de los festejos por el Bicentenario de la Revolución de Mayo el 25 de mayo de 2010, y a partir de julio de 2011, la obra se presentaba diariamente en la mega muestra Tecnópolis.
En la plaza ubicada en la avenida de los Italianos y Macacha Güemes (Puerto Madero, Ciudad de Buenos Aires), existe el "Monumento al Taxista", obra de Fernando Pugliese. El mismo es una escultura hecha con polímero que simula bronce, retrata a un taxista con su Siam Di Tella 1500.
Fue el automóvil elegido para la primera temporada de la serie Rolando Rivas, taxista, con Claudio García Satur y Soledad Silveyra, en tanto vehículo emblemático de dicha profesión en la Ciudad de Buenos Aires, hasta que una ordenanza de la época del Mundial de fútbol de 1978, obligó a cambiar los automóviles con más de diez años de antigüedad en el servicio.
En la película Masterplan de 2012 dirigida por los hermanos Diego y Pablo Levy, el automóvil Siam del protagonista tiene un papel central en la trama.

### Páginas
- Siam Di Tella 1500 Test del ayer
- Auto histria Di Tella 1500
- Coches argentinos-Siam Di Tella 1500 Archivado el 6 de agosto de 2020 en Wayback Machine.